# Renault Frendzy
Le Frendzy est un concept car dévoilé le 7 juillet 2011 au Salon de Francfort par le constructeur automobile français Renault.

## Présentation
Le Frendzy est le quatrième concept car sur six du « cycle de la vie », représentant ici le « Travail ». Son nom de code est Projet Z27.

## Style
Le Renault Frendzy possède la toute nouvelle calandre signée Laurens van den Acker, montrée pour la première fois sur le concept Renault DeZir. Son côté droit représente son aspect utilitaire avec une porte arrière coulissante sur laquelle est situé un écran de 37 pouces, permettant d'afficher des messages ou un logo d'entreprise. Son côté gauche représente son aspect véhicule particulier avec ses 2 portes vitrées à ouverture antagonistes sans pied de milieu qui sera repris dix ans plus tard par la troisième génération de Kangoo.

## Motorisation
Le Frendzy est équipé de la même motorisation électrique que le Kangoo Z.E.